# Karl-Heinz Bußert
Karl-Heinz Bußert (8 gennaio 1955) è un ex canottiere tedesco.

## Palmarès

### Olimpiadi
- 1 medaglia:
  - 1 oro (Montréal 1976 nel quattro di coppia)

### Mondiali
- 2 medaglie:
  - 2 ori (Amsterdam 1977 nel quattro di coppia; Lucerna 1982 nel quattro di coppia)